# しょこ♥リータ
『しょこ♥リータ』は、2008年10月1日から2009年3月25日までテレビ東京系列で放送されていた深夜バラエティ番組である。

## 概要
しょこたんこと中川翔子が、さまざまなクリエイターとのコラボレーションにより新たな遊びや作品などを生み出していくというもの。
オープニングには、番組内で生まれたボイスドラマ「女子高戦士ブレザームーン」のキャラクターが登場するダイスケ ジャクソン製作の「パワーパフガールズ」風のアニメーションが使用されている。
この番組からスポパラ水曜のバラエティー枠の後半ではハイビジョン制作に切り替わった。
GyaOで配信されていた「溜池Now」とほぼ同じスタッフで制作されているためか、ゲストクリエイターにも「溜池Now」出演経験者が多い。
この番組が終了後、この枠がバラエティー番組及びテレビ東京制作になるのは9ヶ月後の「極嬢ヂカラ」まで待つ事になる。

## 出演したクリエイター
| No | 初回放送       | クリエイター                                                                                                | 他の出演者 | コラボテーマ                       | 完成作品名                  |
| -- | -------------- | --- | --- | ---------------------------------- | --------------------------- |
| 1  | 2008年10月1日  | HIROMIX | | ヌードアート                       |                             |
| 2  | 2008年10月1日  | 松嶋初音 | | 楽しいオカルトガイド               |                             |
| 3  | 2008年10月15日 | 椿姫彩菜 | | コスプレフランス語講座             |                             |
| 4  | 2008年10月22日 | 鳥居みゆき                                                                                                  | | 地獄お絵かき                       | 日常にある地獄画集          |
| 5  | 2008年11月5日  | 福本伸行 | 案内役：バカリズム | ざわざわ人生相談                   |                             |
| 6  | 2008年11月12日 | マーティ・フリードマン                                                                                      | | 勝手にキャラソン                   | 俺の名はナッパ              |
| 7  | 2008年11月26日 | 水島裕 福井裕佳梨 白石涼子                                                                                  | 共演者オーディション： タイガーこてつ 福田恵悟（LLR） 桜井ちひろ 秋山良人（あきげん） 矢野ともゆき（侍PANG） 稲垣早希（桜）                                         | キャラクターボイスドラマ           | 女子高戦士ブレザームーン    |
| 8  | 2008年12月3日  | D[diː] | | 交換絵本日記                       | せかいのおわりボタン        |
| 9  | 2008年12月10日 | LGYankees マーティ・フリードマン                                                                            | | 勝手にキャラソン第二弾             | 黒沢                        |
| 10 | 2008年12月17日 | 小沢一敬（スピードワゴン）                                                                                  | 共演者：スカシカシパンマン | 写真漫画を作ろう!                  | それいけ!スカシカシパンマン |
| 11 | 2009年1月7日   | 喜屋武ちあき 乾曜子 バービー月野（コスプレイヤー） 多田カイエ（同上）                                       | | セクシーコスプレコンテスト         |                             |
| 12 | 2009年1月28日  | 東雅夫 | 怪談師： 中山市朗 島田秀平 星野しずく（Web怪談師） 平山夢明 安曇潤平 伊藤三巳華 加門七海 ファンキー中村（フリーライター） 結城伸夫（怪談作家） のぶ（ヴィンテージ） | ホラリータ・ナイト                 |                             |
| 13 | 2009年3月4日   | ラッキィ池田                                                                                                | 楽曲提供：福本公四郎 バックダンサー：クリィミーキャッツ | 勝手にキャラソン第三弾             | ミルキィkiss                |
| 14 | 2009年3月18日  | のぶ 伊藤三巳華 吉田悠軌（怪談作家） 星野しずく 島田秀平 中山市朗 ファンキー中村 松嶋初音 安曇潤平 田辺青蛙 | | ホラリータ・ナイトNo.1怪談師決定戦 |                             |

## コミケ出店
2008年冬のコミケに番組から出店し、限定販売された。
販売したのは以下の商品である。
- “キャラクターボイスドラマ”からはオリジナルドラマCD「女子高戦士ブレザームーン vol.1」
- “写真漫画を作ろう”からは完成したオルジナル写真漫画「それいけ!スカシカシパンマン」
- “地獄お絵かき”からは中川と鳥居の作品を集めた画集「日常にある地獄画集」

これらのグッズは、全国のローソンでも2009年2月15日までの限定受付で予約販売された。

## エンディングテーマ
- 「恋愛方程式」岡本玲（2008年10月 - 12月）
- 「労働CALLING」怒髪天（2009年1月）
- 「ONE TIME feat.一星&沖仁」SoulJa（2009年2月 - 3月）

## スタッフ
- ナレーター：DJ吉川
- 構成：オークラ、相澤昇、武田郁之輔、吉田聡、池上奈々
- 技術：スウィッシュ・ジャパン
- 音効：松下俊彦（ラビットムーンオフィス）、玉置裕介
- 編集：定野正司（アンサーズ）、佐藤知子（アンサーズ）
- MA：渡辺和也（アンサーズ）
- OP：ダイスケ ジャクソン
- 番組HP：新井光
- 製作デスク：野本加代
- AP：菅原智枝
- ディレクター：清水歩
- コンテンツプロデューサー：吉澤有（テレビ東京）
- 演出：松藤豪
- プロデューサー：太田勇（テレビ東京）
- 協力：ワタナベエンターテインメント
- 制作協力：hacks.inc
- 制作：テレビ東京

## ネット局と放送時間
| 放送対象地域   | 放送局                     | 系列           | 放送曜日及び放送時間     | 放送日の遅れ         |
| -------------- | -------------------------- | -------------- | ------------------------ | -------------------- |
| 関東広域圏     | テレビ東京（TX）【制作局】 | テレビ東京系列 | 水曜 24時43分 - 25時13分 | ---                  |
| 北海道         | テレビ北海道（TVh）        | テレビ東京系列 | 水曜 24時43分 - 25時13分 | ---                  |
| 愛知県         | テレビ愛知（TVA）          | テレビ東京系列 | 水曜 24時43分 - 25時13分 | ---                  |
| 岡山県・香川県 | テレビせとうち（TSC）      | テレビ東京系列 | 水曜 24時43分 - 25時13分 | ---                  |
| 福岡県         | TVQ九州放送（TVQ）         | テレビ東京系列 | 水曜 24時43分 - 25時13分 | ---                  |
| 大阪府         | テレビ大阪（TVO）          | テレビ東京系列 | 金曜 25時23分 - 25時53分 | 2009年1月9日放送開始 |

※テレビ愛知は当番組終了と同時にスポパラ（現:バラエティ7）水曜後半枠のテレビ東京との同時ネットを終了（次番組の『THEフライト 翼の時間』からは遅れネットで放送）。